# Torneo de Memphis 2014
El U.S. National Indoor Tennis Championships 2014 es un torneo de tenis que pertenece a la ATP en la categoría de ATP World Tour 250. Será la trigésimo novena edición del torneo y se disputará del 10 al 16 de febrero de 2014 sobre moqueta en el Racquet Club de Memphis en Memphis, Estados Unidos.

## Distribución de puntos
| Modalidad            | Campeón | Finalista | Semifinales | Cuartos de final | 2ª ronda | 1ª ronda | Clasificados | 2ª ronda de clasificación | 1ª ronda de clasificación |
| Individual masculino | 250     | 165       | 100         | 50               | 25       | 0        | 13           | 7                         | 0                         |
| Dobles masculino     | 250     | 150       | 90          | 45               | 20       | 0        | -            | -                         | -                         |

## Cabeza de serie

### Individuales masculinos
| Tenista           | Ranking | Preclasificado |
| Kei Nishikori     | 17      | 1              |
| Vasek Pospisil    | 25      | 2              |
| Feliciano López   | 26      | 3              |
| Lleyton Hewitt    | 40      | 4              |
| Lu Yen-hsun       | 53      | 5              |
| Marinko Matosevic | 54      | 6              |
| Sam Querrey       | 55      | 7              |
| Michał Przysiężny | 57      | 8              |

- Ranking del 3 de febrero de 2014

### Dobles masculinos
| Tenista                        | Ranking | Preclasificado |
| Bob Bryan Mike Bryan           | 2       | 1              |
| Eric Butorac Raven Klaasen     | 64      | 2              |
| Santiago González Scott Lipsky | 71      | 3              |
| Samuel Groth Max Mirnyi        | 115     | 4              |

- Ranking del 3 de febrero de 2014

## Campeones

### Individuales masculinos
Kei Nishikori venció a  Ivo Karlović por 6-4, 7-6(0)

### Dobles masculinos
Eric Butorac /  Raven Klaasen vencieron a  Bob Bryan /  Mike Bryan por 6-4, 6-4